# Выход 8
«Выход 8» (яп. 8番出口) — японский фильм в жанре психологического хоррора, который выйдет 28 августа 2025 года. Режиссёр и сценарист фильма — Гэнки Кавамура. Фильм основан на одноимённой приключенческой игре, разработанной компанией Kotake Create.
Премьера фильма запланирована на 29 августа 2025 года в Японии. Также он будет показан на Каннском кинофестивале 2025 года.

## Предпосылка
Человек, оказавшийся в бесконечном стерильном переходе метро, начинает искать выход 8. Правила его задачи просты: не упускать из виду ничего необычного. Если вы обнаружите аномалию, немедленно поверните назад. Если нет, продолжайте движение. Затем покиньте метро через выход 8.
Однако даже одно упущение отправит его обратно в начало. Сможет ли он когда-нибудь достичь своей цели и выбраться из этого бесконечного коридора?

## Актёрский состав
- Кадзунари Ниномия[англ.] — Потерянный человек
- Ямато Коти[яп.] — Идущий человек
- Нару Асанума[1]
- Котонэ Ханасэ[1]
- Нана Комацу[2]

## Производство
27 декабря 2024 года компания Toho объявила о создании художественного фильма, основанного на видеоигре «The Exit 8». Режиссёром, сценаристом и продюсером фильма назначен Гэнки Кавамура. В главных ролях снимутся Кадзунари Ниномия и Ямато Коти, которые исполнят роли «потерянного человека» и «идущего человека» соответственно.
Съёмки фильма проходили с конца 2024 по начало 2025 года в Токио. Основное внимание было уделено созданию декорации, воспроизводящей подземный переход из оригинальной игры.
В марте 2025 года компания Toho выпустила первый тизер-трейлер фильма. 2 мая 2025 года было объявлено, что вместе с выходом фильма будет опубликована одноимённая книга, написанная режиссёром и сценаристом Гэнки Кавамурой.

## Релиз
Премьера фильма «Выход 8» запланирована на 28 августа в России, 29 августа 2025 года в Японии и на сентябрь 2025 года на международном уровне, премьера . Фильм был выбран для показа вне конкурса на Каннском кинофестивале 2025 в мае 2025 года.